# Estação Ferroviária de Borba
A Estação Ferroviária de Borba foi uma interface do Ramal de Vila Viçosa, que servia o concelho de Borba, no Distrito de Évora, em Portugal.

## Descrição

### Infraestrutura
O edifício de passageiros situa-se do lado nordeste da via (lado esquerdo do sentido descendente, para Vila Viçosa).

## História

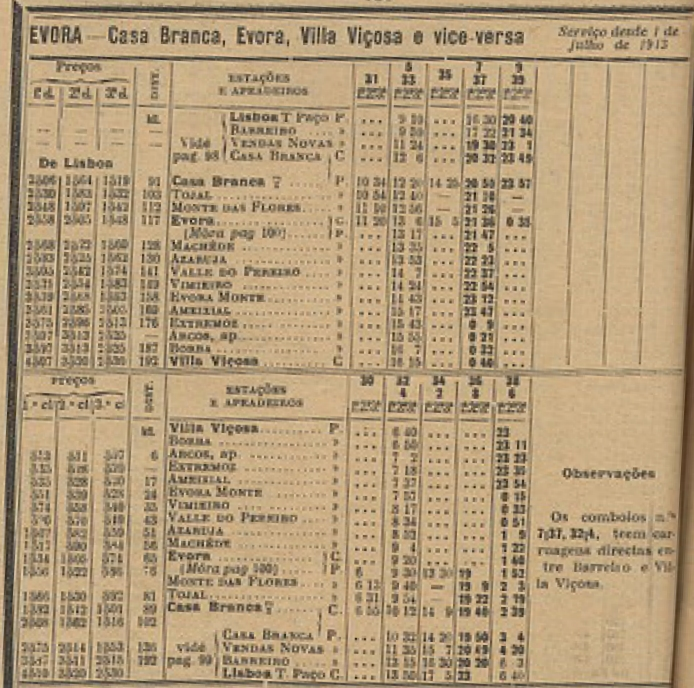
Horários de 1913 entre Casa Branca e Vila Viçosa, incluindo a estação de Borba.

### Antecedentes
Durante a fase de planeamento da linha férrea de Lisboa à fronteira, na década de 1850, um dos traçados propostos pelo engenheiro Thomaz Rumball atravessaria o Tejo perto do Carregado, e seguiria pelo vale do Rio Sorraia, passando depois por Estremoz, Borba, Vila Viçosa e Elvas. No entanto, a linha foi construída seguindo um traçado diferente.

### Planeamento, construção e inauguração
Em Janeiro de 1899, foi aberto um inquérito administrativo, para a apreciação do público sobre os linhas férreas cuja construção estava programa no âmbito dos Planos das Redes Complementares ao Norte do Mondego e Sul do Tejo, incluindo a continuação da Linha de Évora de Estremoz até Elvas, passando por Borba. Com efeito, quando o capitão de engenharia Manuel Raimundo Valadas defendeu a construção da linha de Estremoz a Elvas na sua obra Memoria sobre a Rede Geral dos Caminhos de Ferro Portugueses, apontou a passagem pelo concelho de Borba como uma das principais vantagens daquela via férrea, não só devido à população, mas também por constituir, em conjunto com o de Vila Viçosa, «uma das regiões vinícolas mais importantes do Alentejo». Em 1900, surgiu uma proposta alternativa para esta ligação, quando o empresário John Clark foi autorizado pelo Ministério das Obras Públicas a apresentar os planos para uma via férrea de tracção eléctrica entre Estremoz e Vila Viçosa, passando por Borba.
A continuação da Linha de Évora por Borba e Vila Viçosa foi confirmada no Plano da Rede ao Sul do Tejo, decretado em Novembro de 1902, prevendo-se que a estação de Borba ficasse a 11.128,64 metros de Estremoz, e a 4.875,89 metros de Vila Viçosa. Esperava-se que a Câmara Municipal auxiliasse financeiramente o projecto. As obras iniciaram-se em finais do ano seguinte, estando já concluídas em Abril de 1905. O ramal entrou ao serviço no dia 1 de Agosto de 1905, tendo a estação de Borba sido construída junto à localidade. Aquando da sua inauguração, a estação foi inserida numa zona especial de tarifas de transportes de cortiça, com destino ao Barreiro.
Porém, a linha não chegou a ser prolongada além de Vila Viçosa, tendo a estação de Borba afirmado-se como o principal ponto de acesso das populações de Elvas e Campo Maior ao distrito de Évora.

### Década de 1920
Por volta da década de 1920, existia uma diligência entre Elvas e a estação de Borba, onde se ligava aos comboios para Vila Viçosa ou Estremoz.

### Encerramento e recuperação
Em 2 de Janeiro de 1990, foram encerrados os serviços de passageiros no Ramal de Vila Viçosa.
Em 2012, a Rede Ferroviária Nacional e a Câmara Municipal de Borba assinaram um contrato de concessão do complexo da antiga estação de Borba, tendo a autarquia planeado a recuperação dos edifícios e dos terrenos, aproveitando-os para instalar infra-estruturas de apoio à ecopista que estava prevista no leito da antiga via férrea do Ramal de Vila Viçosa.